# Sinussatsen
Sinussatsen är inom trigonometri och geometri en sats om samband mellan trianglars sidlängder och hörnvinklar. För en triangel med sidlängderna a, b och c, och med de motstående hörnvinklarna betecknade med α, β och γ enligt
säger sinussatsen att
{\displaystyle {\frac {a}{\sin \alpha }}={\frac {b}{\sin \beta }}={\frac {c}{\sin \gamma }}\Leftrightarrow {\frac {\sin \alpha }{a}}={\frac {\sin \beta }{b}}={\frac {\sin \gamma }{c}}}
En "utökad definition", som ofta är mer användbar i geometriska sammanhang, lyder:
{\displaystyle {\frac {a}{\sin \alpha }}={\frac {b}{\sin \beta }}={\frac {c}{\sin \gamma }}=2\cdot R}
där {\displaystyle R} är den omskrivna cirkelns radie.

## Dubbla lösningar
För att kunna använda sinussatsen för att beräkna övriga sidor och vinklar måste en vinkel och dess motstående sidas längd vara kända och därtill ytterligare en vinkel (varigenom alla tre vinklarna är kända eftersom deras summa ju är 180°) eller en sidlängd (om en vinkel och längden på de två sidor som bildar denna vinkel är kända får man först använda cosinussatsen för att få den motstående sidans längd och om bara de tre vinklarna är kända har man ju ingen information om triangelns storlek).
I de fall då endast en vinkel (låt säga {\displaystyle A}), längden på dess motstående sida (således {\displaystyle a}) och ytterligare en sidas (låt säga {\displaystyle b}) längd är kända, får man ofta två lösningar (en trubbvinklig och en spetsvinklig) på vinklarna {\displaystyle B} och härigenom även på {\displaystyle C}, eftersom {\displaystyle \sin B=\sin(180^{\circ }-B)}, och därmed fås även två lösningar på längden av {\displaystyle c}
{\displaystyle B=\arcsin {b\sin A \over a}}  och  {\displaystyle C=180^{\circ }-A-B=180^{\circ }-A-\arcsin {b\sin A \over a}}
eller
{\displaystyle B=180^{\circ }-\arcsin {b\sin A \over a}}  och  {\displaystyle C=180^{\circ }-A-B=\arcsin \left({b\sin A \over a}\right)-A}
Om något av nedanstående villkor är uppfyllt är lösningen (för en triangel med en vinkel {\displaystyle A}, dess motstående sida {\displaystyle a} och ytterligare en sida {\displaystyle b} kända) dock entydig:
- den kända vinkeln är rät eller trubbig, det vill säga {\displaystyle A\geqslant 90^{\circ }} (vilket medför att {\displaystyle B+C\leqslant 90^{\circ }\Rightarrow B<90^{\circ }\land C<90^{\circ }}, det vill säga att ingen av dem kan vara trubbig)
- den kända vinkeln är spetsig och den motstående sidan är lika lång som eller längre än den andra kända sidan (om sidorna är liklånga, {\displaystyle b=a}, är triangeln likbent och {\displaystyle B=A}, är {\displaystyle a>b} så är {\displaystyle B<A} och därför också spetsig)
- den kända vinkeln är spetsig och den motstående sidan är lika lång som höjden genom {\displaystyle C} (det vill säga {\displaystyle a=b\,\sin A}, vilket innebär att {\displaystyle B=90^{\circ }=180^{\circ }-90^{\circ }}, det vill säga endast en lösning)

## Härledning
Antag en triangel med sidorna a, b och c och med de motstående vinklarna A, B och C. En linje med längden h och vinkelrät mot sidan c är dragen från hörnet C till motstående sida c eller sidan c:s förlängning.
Då är (enligt definitionen av sinus):
{\displaystyle \sin A={\frac {h}{b}}}
och 
{\displaystyle \;\sin B={\frac {h}{a}}}
Vilket ger:
{\displaystyle h=b\,\sin A=a\,\sin B\Rightarrow }
{\displaystyle {\frac {a}{\sin A}}={\frac {b}{\sin B}}}
Om linjen dras mellan vinkeln A och sidan a och samma förfarande upprepas blir resultatet
{\displaystyle {\frac {b}{\sin B}}={\frac {c}{\sin C}}}
Ett "utökat bevis" ger att dessa kvoter är lika med den omskrivna cirkelns diameter (dubbla radie), enligt:

Betrakta triangeln {\displaystyle \triangle ABC} och dess omskrivna cirkel med radien {\displaystyle R} och medelpunkten {\displaystyle O} ovan. Dra diametern från {\displaystyle B} genom {\displaystyle O} så att punkten {\displaystyle A'} erhålles,  och dra sedan kordan från {\displaystyle A'} till {\displaystyle C}.
Enligt Thales sats är då vinkeln {\displaystyle \angle A'CB} rät (eftersom cirkelns medelpunkt ligger mitt på {\displaystyle {\overline {AA'}}}) och således gäller för vinkeln {\displaystyle \angle BA'C} att:
{\displaystyle \sin \angle BA'C={\frac {|{\overline {BC}}|}{|{\overline {BA'}}|}}={\frac {|{\overline {BC}}|}{2R}}}
Eftersom {\displaystyle {\overline {BC}}} är en korda gäller enligt randvinkelsatsen att {\displaystyle \alpha =\angle BA'C=\angle BAC} och således har vi att:
{\displaystyle \sin \angle BAC={\frac {|{\overline {BC}}|}{2R}}\Leftrightarrow {\frac {|{\overline {BC}}|}{\sin \angle BAC}}=2R}
Samma förfarande ger motsvarande förhållanden för triangelns båda övriga hörn och dessas motstående sidor, det vill säga:
{\displaystyle {\frac {|{\overline {AB}}|}{\sin \angle ACB}}=2R}
och
{\displaystyle {\frac {|{\overline {CA}}|}{\sin \angle CBA}}=2R}
Alltså:
{\displaystyle {\frac {|{\overline {BC}}|}{\sin \angle BAC}}={\frac {|{\overline {AB}}|}{\sin \angle ACB}}={\frac {|{\overline {CA}}|}{\sin \angle CBA}}=2R}